# اینو به بچه‌ها بگو
اینو به بچه‌ها بگو (انگلیسی: Say It with Babies) یک فیلم کمدی صامت کوتاه آمریکایی به کارگردانی فرد گیول است که در سال ۱۹۲۶ منتشر شد. از بازیگران این فیلم می‌توان به اولیور هاردی، گلن تراین، ویوین اوکلند، مارتا اسلیپر، ایوا نواک، سمی بروکس و هلن گیلمور اشاره کرد.